# Pwllheli
Pwllheli (em galês:  Pwllheli) é uma cidade e  comunidade em Gwynedd, no norte do País de Gales. A comunidade tinha uma população de 3.947 habitantes no censo de 2021.

## Pessoas ligadas à Pwllheli
- Owain Owain, (1929 - 1993), Owain Owain, escritor, jornalista e poeta